# لحظات ما قبل الكارثة
لحظات ما قبل الكارثة (بالإنجليزية: Seconds from Disaster)‏ برنامج وثائقي تلفزيوني من إنتاج مشترك ما بين الولايات المتحدة والمملكة المتحدة، يبحث في الكوارث الطبيعية التي من صُنع الإنسان والتي تعود إلى القرن العشرين وأوائل القرن الحادي والعشرين. تهدف كل حلقة إلى شرح حادثة واحدة من خلال تحليل الأسباب والظروف التي أدت في النهاية إلى وقوع الكارثة. يستخدم البرنامج عمليات إعادة التمثيل ومقابلات وشهادات لمن عايشوا الكارثة بالإضافة للمشاهد المنشأة بواسطة الحاسوب وذلك لتحليل تسلسل الأحداث ثانية بثانية وعرضها للجمهور.
عُرض البرنامج لأول مرة على قناة ناشيونال جيوغرافيك في العام 2004، واستمر العرض لثلاثة مواسم تضمنت 45 حلقة انتهت في العام 2007، وبعد أربع سنوات (2011)، أعادت ناشيونال جيوغرافيك إحياء العرض وبثت 22 حلقة أخرى على مدى ثلاثة مواسم مع استبدال اسم البرنامج لـ الوضع الحرج واستمر العرض حتى 2012، ليعود مرة أخرى في العام 2018 مع حلقتين فقط، تضمنت تجميعات حول تحطّم طائرات السفر والهليكوبتر، شارك في الأداء الصوتي للعرض كلا من أشتون سميث، ريتشارد فوغان وبيتر غينيس.

## المواسم
| الموسم | الحلقات | الحلقات | الأصلي         | الأصلي         |
| الموسم | الحلقات | الحلقات | الأول          | الأخير         |
| ------ | ------- | ------- | -------------- | -------------- |
| 1      | 13      | 13      | 6 يوليو 2004   | 26 أكتوبر 2004 |
| 2      | 19      | 19      | 28 يونيو 2005  | 11 يوليو 2006  |
| 3      | 13      | 13      | 25 يوليو 2006  | 7 مارس 2007    |
| 4      | 6       | 6       | 5 سبتمبر 2011  | 10 أكتوبر 2011 |
| 5      | 6       | 6       | 11 مارس 2012   | 22 أبريل 2012  |
| 6      | 10      | 10      | 22 يوليو 2012  | 29 ديسمبر 2012 |
| 7      | 2       | 2       | 15 فبراير 2018 | 22 فبراير 2018 |